# Beallsville, Ohio
Beallsville là một làng thuộc quận Monroe, tiểu bang Ohio, Hoa Kỳ. Năm 2010, dân số của làng này là 409 người.

## Dân số
- Dân số năm 2000: 423 người.
- Dân số năm 2010: 409 người.